# So Natural
Albums de Lisa Stansfield
Real Love
(1991) In Session
(1996)
Singles
1. In All the Right Places
Sortie : 24 mai 1993
2. So Natural
Sortie : 11 octobre 1993
3. Little Bit of Heaven
Sortie : 29 novembre 1993
4. Marvellous & Mine
Sortie : 21 juillet 1994

So Natural est le troisième album studio de Lisa Stansfield, sorti le 8 novembre 1993.

## Liste des titres
| No  | Titre                            | Auteur                                  | Durée |
| --- | -------------------------------- | --------------------------------------- | ----- |
| 1.  | So Natural                       | Lisa Stansfield, Ian Devaney            | 5:05  |
| 2.  | Never Set Me Free                | Stansfield, Devaney                     | 5:00  |
| 3.  | I Give You Everything            | Stansfield, Devaney                     | 4:40  |
| 4.  | Marvellous & Mine                | Stansfield, Devaney, Andy Morris        | 4:14  |
| 5.  | Goodbye                          | Stansfield, Devaney                     | 4:35  |
| 6.  | Little Bit of Heaven             | Stansfield, Devaney                     | 4:27  |
| 7.  | Sweet Memories                   | Stansfield, Devaney                     | 5:32  |
| 8.  | She's Always There               | Stansfield, Devaney                     | 5:04  |
| 9.  | Too Much Love Makin'             | Tom Brock                               | 4:34  |
| 10. | Turn Me On                       | Stansfield, Devaney, Morris             | 4:39  |
| 11. | Be Mine                          | Stansfield, Devaney                     | 4:32  |
| 12. | In All the Right Places          | John Barry, Stansfield, Devaney, Morris | 6:03  |
| 13. | Wish It Could Always Be This Way | Stansfield, Devaney                     | 4:43  |

| 14. | Gonna Try It Anyway | Stansfield, Devaney | 3:53 |

| 14. | Gonna Try It Anyway                               | Stansfield, Devaney | 3:53 |
| 15. | Dream Away (Duo avec Babyface)                    | Diane Warren        | 4:38 |
| 16. | So Natural (No Presevatives Mix by Roger Sanchez) | Stansfield, Devaney | 6:42 |

## Certification
| Pays        | Association | Certification | Ventes   |
| ----------- | ----------- | ------------- | -------- |
| Royaume-Uni | BPI         | Platine       | 300 000+ |